# Саксаульський сільський округ
Саксау́льський сільський округ (каз. Сексеуіл ауылдық округі, рос. Саксаульский сельский округ) — адміністративна одиниця у складі Аральського району Кизилординської області Казахстану. Адміністративний центр — селище Саксаульськ.
Населення — 11284 особи (2021; 10092 у 2009, 9345 у 1999, 8065 у 1989).
Станом на 1989 рік існували Саксаульська селищна рада (смт Саксаульський) та Радянська сільська рада (села Акбасти, Акеспе, Косаман, Куланди, Куландінський Конезавод). Пізніше села Акеспе та Косаман утворили окремий Косаманський сільський округ, село Куланди — окремий Беларанський сільський округ. 2008 року Саксаульська селищна адміністрація перетворена в сільський округ. 2018 року було ліквідовано село Куландинський кінний завод. Станом на 2025 рік ліквідовано селище Роз'їзд 83 Тербенбес.

## Склад
До складу округу входять такі населені пункти:
| Населений пункт                          | Колишні назви           | Населення, осіб (1989) | Населення, осіб (1999) | Населення, осіб (2009) | Населення, осіб (2021) |
| ---------------------------------------- | ----------------------- | ---------------------- | ---------------------- | ---------------------- | ---------------------- |
| Акбасти, село                            | -                       | 109                    | -                      | -                      | -                      |
| Конту, станційне селище                  | -                       | -                      | 116                    | 173                    | 110                    |
| Роз'їзд 82 Курилик, станційне селище     | -                       | -                      | 86                     | 87                     | 57                     |
| Роз'їзд 83 Тербенбес, станційне селище   | -                       | -                      | 70                     | 54                     | 32                     |
| Роз'їзд 84 Кумсагіз, станційне селище    | -                       | -                      | 14                     | 34                     | 36                     |
| Роз'їзд 85 Саришиганак, станційне селище | -                       | -                      | 62                     | 60                     | 13                     |
| Роз'їзд 86 Жалгизагаш, станційне селище  | -                       | -                      | 156                    | 171                    | 166                    |
| Саксаульськ, селище                      | -                       | 7481                   | 8347                   | 9296                   | 10870                  |
| --Куландинський кінний завод, село       | Куландінський Конезавод | 475                    | 494                    | 217                    | -                      |